# Ohtonen
Ohtonen är en sjö i Finland. Den ligger i kommunen Pudasjärvi i landskapet Norra Österbotten, i den centrala delen av landet, 600 km norr om huvudstaden Helsingfors. Ohtonen ligger 135,2 meter över havet. Arean är 24,1 hektar och strandlinjen är 2,86 kilometer lång. Sjön  ingår i Ijo älvs huvudavrinningsområde. 